# Колосов, Леонид Сергеевич
Леони́д Серге́евич Ко́лосов (25 августа 1926, Москва — 5 января 2008, там же) — советский журналист, писатель и поэт. Также сотрудник внешней разведки, подполковник КГБ. Среди коллег-корреспондентов его называли одним из «золотых перьев» 1960—1970-х годов. Более 15 лет проработал собственным корреспондентом газеты «Известия» в Италии.

## Биография
Во время Великой Отечественной войны работал на заводе фрезеровщиком, был эвакуирован вместе с ним в 1942 году в Актюбинск. В 1946 году поступил на валютно-финансовый факультет Института внешней торговли. С 1950 года работал в валютном управлении министерства внешней торговли СССР старшим консультантом. Несколько лет работал в торгпредстве в Италии.
В 1957 году защитил кандидатскую диссертацию на тему «Внешнеэкономические связи Италии после Второй мировой войны». и был принят на работу в КГБ СССР. Имел псевдоним «Лесков» (составлен из начальных букв имени).
С 1959 года работал в «Известиях». В 1962 году отправлен в Италию собственным корреспондентом (одновременно сотрудником резидентуры внешней разведки под прикрытием).
Вскоре попал в автоаварию, в которой получил переломы обеих ног и множественные ушибы. Позднее по состоянию здоровья был переведён из разведки в идеологическое Пятое управление КГБ СССР. Получил звание капитана КГБ.
В 1965 году помог заключить СССР сделку с концерном «Fiat» и получить кредит от концерна на постройку завода в Тольятти. При этом стало возможным сэкономить 62 млн долларов США. На тот момент сделка считалась «сделкой века».

Ещё при помощи моей агентуры было положено начало выпуска автомобиля «Жигули». Благодаря нашей работе СССР получил кредит от автомобильной фирмы «Фиат» при постройке завода в Тольятти. За что я получил в награду за эту операцию ружье и внеочередное звание.— Колосов. Статья "РАБОТА «ПОД КРЫШЕЙ»" для "Спецназ России"
13 марта 1967 года был награждён орденом «Знак Почёта» как собственный корреспондент газеты «Известия» в Италии. В 1972 году — итальянской медалью «Золотой Меркурий».
В 1977 году назначен заместителем редактора иностранного отдела «Известий» и заместителем главного редактора приложения «Неделя». Но в 1978 году был отозван из-за границы для шестилетней «отсидки» в Москве в рамках временного сворачивания деятельности агентов, с которыми был знаком перебежчик Олег Лялин — сотрудник отдела «В» Первого главного управления КГБ, специалист в области диверсий, майор, перешедший на сторону английской разведки в 1971 году. Лялина и Колосова связывала совместная учёба в разведшколе № 101 в подмосковной Балашихе. Лялин, попав под наблюдение Ми 6, был завербован и выдал английской разведке более ста сотрудников КГБ и ГРУ.
В 1984 году был отправлен в Югославию собственным корреспондентом «Известий». В 1985 году написал документальную повесть «Он не мог иначе», затем переделанную в сценарий фильма «Досье человека в «Мерседесе»». В апреле 1989 года уволился из «Известий».

### В разведке
В 1960 году был направлен в в 101-ю разведшколу, которую окончил с отличием. После разведшколы один год проработал в аппарате ПГУ КГБ СССР.
Сыграл одну из ведущих ролей в разоблачении плана «Solo piano» («Единственный план») по перевороту в Италии в 1964 году. Информацию о планах ЦРУ провести переворот в Италии Колосову сообщил Никола Джентиле („крёстный отец“ сицилийской мафии), как ответный подарок Колосову: до этого Колосов, гостивший у Джентиле, узнал, что тот коллекционирует иконы, но в коллекции не было православных икон и Колосов попросил Центр подобрать подарок для главы сицилийской мафии, после чего с целью дарения была прислана русская старинная икона.
Направления разведывательной деятельности в Италии:
1. «ГП» — Главный противник (США);
2. Разработка контактов с «Cosa nostra». До того времени разведслужбам СССР не удавалось наладить контакты с мафией;
3. «ПР» — политическая разведка — подбор агентуры против ЦРУ, подготовка всевозможных акций против этой организации и сбор данных о происходящем в Италии.

Политическая разведка включала в себя работу с правительством, с его левым центром. После того как  Колосов взял интервью у генерального секретаря Итальянской коммунистической партии Пальмиро Тольятти, они стали друзьями.

…Следующим направлением работы Колосова в политической разведке были террористические организации Италии. В те годы в стране активно действовали «Красные бригады» — так называлась подпольная леворадикальная организация, которая сочетала методы городской партизанской войны с пропагандой, созданием полулегальных организаций на заводах и в университетах. Они ратовали за коммунизм, но извращенного диктаторского свойства, сращенного с фашизмом. Работа против «Красных бригад» шла через отдел активных мероприятий. Через него информация о «Красных бригадах» попадала в прессу, где сообщалось, что они из себя представляют и кому служат. И все это делалось на основании добытых через агентуру документов. У Колосова было два агента, которые были активными членами «Красных бригад»…(«Сценарий программы „Тайная война“»)
Работая в Италии, был лично знаком с президентом концерна «FIAT» Витторио Валлеттой и президентом нефтегазовой компании «Eni» Энрико Маттеи. Имел хорошие отношения с премьер-министром Италии Альдо Моро, периодически брал у него интервью, благодаря чему часто получал эксклюзивную информацию о текущей деятельности и планах правительства.
4 августа 1969 года уволен в запас в звании подполковника.
9 января 1992 года был награждён литовской медалью Памяти 13 января
Лауреат премии Союза журналистов, дважды лауреат премии КГБ СССР в области литературы и искусства (за книгу «Совершенно секретно» и сценарий кинофильма «Досье человека в «Мерседесе»»).
Был женат, имел трёх дочерей от двух браков — Ольгу, Ирину и Марию.

### Конец жизни, смерть
Перевёл на русский язык некоторые произведения итальянской поэзии.
5 января 2008 года скоропостижно скончался в Москве. Похоронен на Востряковском кладбище.

## Список произведений
- Кассис В., Колосов Л., Михайлов М. За кулисами диверсий.— М.: Известия, 1979.
- Колосов Л. С., Голоса с чужого берега (По ту сторону) — М.: Советская Россия, 1979
- Колосов Л. С., Кассис В. Б. Из тайников секретных служб. — М.: Мол. гвардия, 1981.
- Колосов Л. С., Страна трех государств. — М.: Дет. лит., 1982.
- Колосов Л. С., Кассис В. Б. Терроризм без маски. — М.: Мол. гвардия, 1983.
- Колосов Л. С., Кассис В. Б. Предательство. — М., 1983.
- Колосов Л. С., Кассис В. Б. За фасадом разведок. — М.: Известия, 1984.
- Колосов Л. Он не мог иначе // Человек и закон, № 9-12, 1985.
- Колосов Л. С., Прощайте, господин полковник! Политический детектив. — М.: Прогресс, 1986.
- Колосов Л. С., Кассис В. Б. 13 новелл о советских разведчиках. — М., 1992.
- Колосов Л. С., Разведчик в вечном городе. Роман. — Ростов-на-Дону: Профпресс, 1995.- 492 [2] с.: ил. — (Черная картотека: основана в 1994 году).- в пер.
- Колосов Л. С., Молодый Т. К. Мертвый сезон: Конец легенды. — М.: Коллекция «Совершенно секретно», 1998.
- Колосов Л. С., Собкор КГБ. Записки разведчика и журналиста. — М.: Центрполиграф, 2001.

## Интересные факты
- По мнению некоторых исследователей, в своих воспоминаниях был склонен преувеличивать свою роль в различных событиях, которые происходили с его участием.
- Утверждал, что внешняя разведка РФ консультировала Монику Левински относительно разбирательства известного скандала:

Монике подсказали, что именно надо говорить. И тут вроде как бы не обошлось без нас…— Леонид Колосов: Предатель Калугин спокойно не умрет!
- Работая в Италии, получил задание устранить перебежчика Олега Лялина, который прибыл во Флоренцию. Поскольку Лялин сделал пластическую операцию, у Колосова, по его словам, возникли сомнения, и ликвидация не состоялась.
- В своих мемуарах хвастался тем, что якобы уже соблазнив, отказал известной киноактрисе Клаудии Кардинале, так как счёл высокой вероятность «сладкой ловушки». Однако, кроме его собственных утверждений, доказательств этому нет.